# Wereldkampioenschap waterski racing 2007
Het wereldkampioenschap waterski racing 2007 was een door de International Water Ski Federation (IWSF) georganiseerd kampioenschap voor waterskiërs. De 15e editie van het wereldkampioenschap vond plaats in het Nieuw-Zeelandse Rotorua en Taupo van 10 tot 20 mei 2007.

## Uitslagen

### Formule 1
| Goud   | Jason Walmsley   |
| Zilver | Todd Haig        |
| Brons  | Daniel Campbell  |
| 4      | Grant Turner     |
| 5      | Karl Brooks      |
| 6      | Andy Anderson    |
| 7      | Bevan Turksma    |
| 8      | Marshall Cole    |
| 9      | Ben Mayne        |
| 10     | Tommy Klarenbeek |

| Goud   | Ann Procter         |
| Zilver | Kim Lumley          |
| Brons  | Lauryn Eagle        |
| 4      | Katelin Wendt       |
| 5      | Hannah Humphreys    |
| 6      | Lacey Nordblad      |
| 7      | Cara Jochinke       |
| 8      | Lena Feringa        |
| 9      | Christel Magdeleyns |
| 10     | Kristy Sloane       |

### Formule 2
| Goud   | Chris Stout   |
| Zilver | Brad Raine    |
| Brons  | Glen Anderson |
| 4      | Rick Powell   |
| 5      | Dave Sewell   |

| Goud   | Tania Teelow   |
| Zilver | Lori Dunsmore  |
| Brons  | Emma Carson    |
| 4      | Sabine Ortlieb |
| 5      | Janine Doherty |

1979 ·
1981 ·
1983 ·
1985 ·
1987 ·
1989 ·
1991 ·
1993 ·
1995 ·
1997 ·
1999 ·
2001 ·
2003 ·
2005 ·
2007 ·
2009 ·
2011 ·
2013 ·
2015 ·
2017 ·
2019